# 拉弗顿机场
拉弗顿机场（英語：Laverton Airport）是位于西澳大利亚州拉弗顿的一个机场。机场位于距拉弗顿主城东北方向1海里（1.9；1.2英里）处。机场虽然足以应付十九架中型飞机，但全年平均只有四百一十七个班次。
机场在2006年投资171,314美元升级安全措施。安全状态在2011年生变。

## 航空公司和目的地
| 航空公司   | 目的地                 |
| ---------- | ---------------------- |
| 科巴姆航空 | 珀斯（包机）           |
| 船长航空   | 列奥诺拉、珀斯（包机） |